# Élections régionales de 2021 en Bourgogne-Franche-Comté
Pour un article plus général, voir Élections régionales françaises de 2021.
Les élections régionales de 2021 en Bourgogne-Franche-Comté ont lieu les 20 et 27 juin 2021 afin de renouveler les membres du conseil régional de la région française de Bourgogne-Franche-Comté.

## Contexte régional

### Conseil régional sortant
|                                      |       |       |                                                   |                                                   |
| Présidente du conseil régional       |       |       |                                                   |                                                   |
| Marie-Guite Dufay (PS)               |       |       |                                                   |                                                   |
| Parti                                | Sigle | Sigle | Élus                                              | Groupe                                            |
| Gauche (47 sièges)                   |       |       |                                                   |                                                   |
| Parti socialiste                     |       | PS    | 36                                                | Notre Région d'avance - La Gauche unie            |
| Génération.s                         |       | G.s   | 5                                                 | Notre Région d'avance - La Gauche unie            |
| Gauche républicaine et socialiste    |       | GRS   | 2                                                 | Notre Région d'avance - La Gauche unie            |
| Parti radical de gauche              |       | PRG   | 3                                                 | Notre Région d'avance - La Gauche unie            |
| Cap écologie                         |       | CE    | 1                                                 | Notre Région d'avance - La Gauche unie            |
| Centre (9 sièges)                    |       |       |                                                   |                                                   |
| Territoires de progrès               |       | TdP   | 2                                                 | Notre Région d'avance - La Gauche unie            |
| La République en marche              |       | LREM  | 2                                                 | Notre Région d'avance - La Gauche unie            |
| La République en marche              | 1     | LREM  | Union des républicains, de la droite et du centre |                                                   |
| Agir                                 |       | Agir  | Union des républicains, de la droite et du centre | 4                                                 |
| Droite (20 sièges)                   |       |       |                                                   |                                                   |
| Les Républicains                     |       | LR    | 11                                                | Union des républicains, de la droite et du centre |
| Union des démocrates et indépendants |       | UDI   | 5                                                 | Union des républicains, de la droite et du centre |
| Divers droite                        |       | DVD   | 3                                                 | Union des républicains, de la droite et du centre |
| Soyons libres                        |       | SL    | 1                                                 | Union des républicains, de la droite et du centre |
| Extrême droite (24 sièges)           |       |       |                                                   |                                                   |
| Rassemblement national               |       | RN    | 15                                                | Rassemblement national                            |
| Les Patriotes                        |       | LP    | 4                                                 | Non-inscrits                                      |
| Debout la France                     |       | DLF   | 2                                                 | Non-inscrits                                      |
| Divers extrême droite                |       | EXD   | 2                                                 | Non-inscrits                                      |
| Parti de la France                   |       | PDF   | 1                                                 | Non-inscrits                                      |

## Mode de scrutin

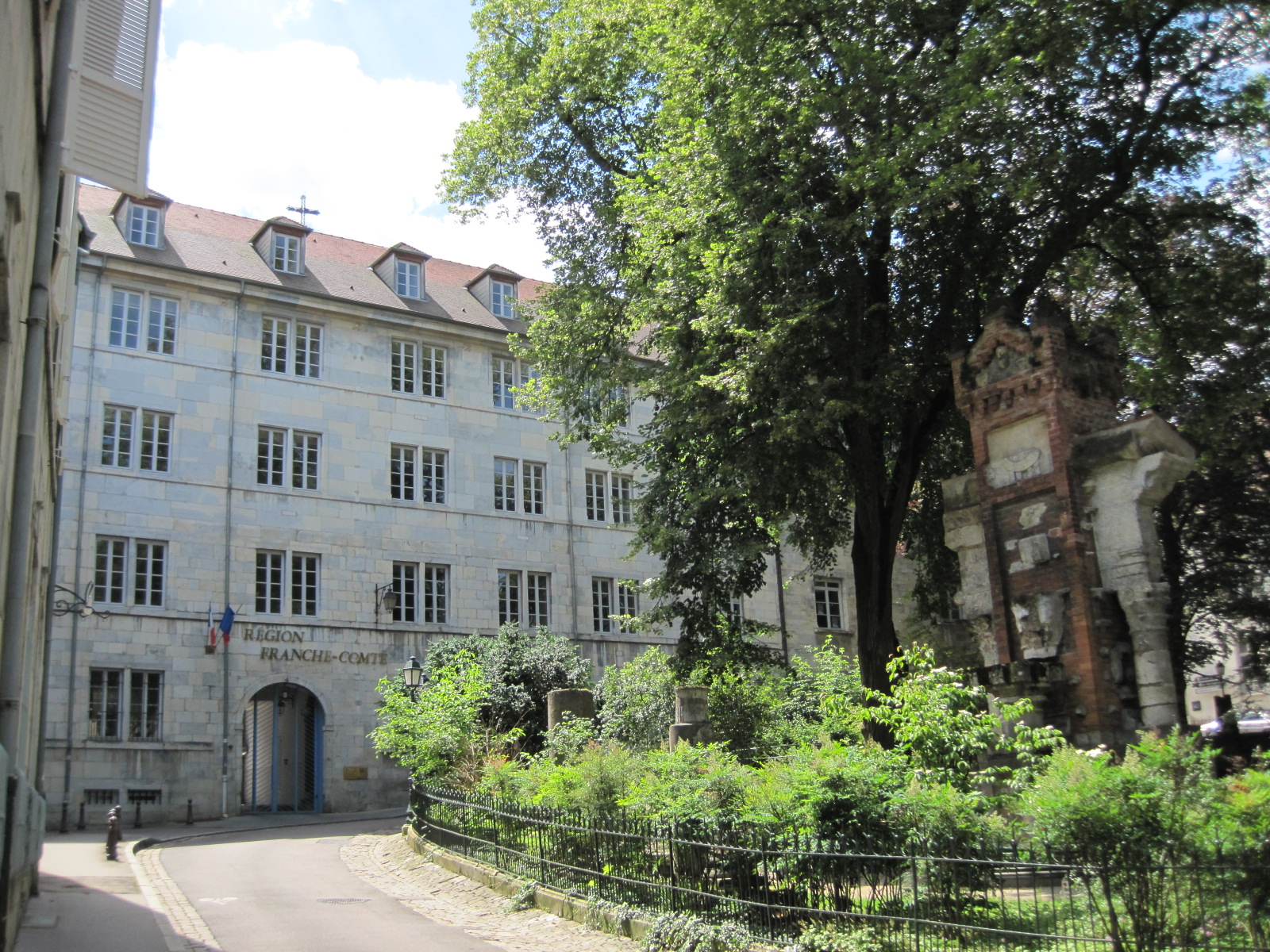
L’hôtel de région à Besançon.

Le conseil régional de Bourgogne-Franche-Comté est doté de 100 sièges pourvus pour six ans selon un système mixte à finalité majoritaire. Il est fait recours au scrutin proportionnel plurinominal mais celui ci est combiné à une prime majoritaire de 25 % des sièges attribuée à la liste arrivée en tête, si besoin en deux tours de scrutin. Les électeurs votent pour une liste fermée de candidats, sans panachage ni vote préférentiel. Les listes doivent respecter la parité en comportant alternativement un candidat homme et une candidate femme.
Au premier tour, la liste ayant obtenu la majorité absolue des suffrages exprimés remporte la prime majoritaire, et les sièges restants sont répartis à la proportionnelle selon la règle de la plus forte moyenne entre toutes les listes ayant franchi le seuil électoral de 5 % des suffrages exprimés, y compris la liste arrivée en tête.
Si aucune liste n'a recueilli la majorité absolue, un second tour est organisé entre toutes les listes ayant obtenu au moins 10 % des suffrages exprimés au premier tour. Les listes ayant obtenu au moins 5 % peuvent néanmoins fusionner avec les listes pouvant se maintenir. La répartition des sièges se fait selon les mêmes règles qu'au premier tour, la seule différence étant que la prime majoritaire est attribuée à la liste arrivée en tête, qu'elle ait obtenu ou non la majorité absolue.
Une fois les nombres de sièges attribués à chaque liste au niveau régional, ceux-ci sont répartis entre les sections départementales, au prorata des voix obtenues par la liste dans chaque département.
Les sièges étant attribués à chaque liste, il est ensuite effectué la répartition entre les sections départementales, au prorata des voix obtenues par la liste dans chaque département. Depuis la loi no 2015-29 du 16 janvier 2015, les listes doivent présenter dans chaque section départementale deux candidats de plus que le nombre de sièges à pourvoir.

### Sièges par départements
- Côte d'or : 19 conseillers régionaux (21 candidats à présenter) ;
- Doubs : 19 conseillers régionaux (21 candidats à présenter) ;
- Jura : 9 conseillers régionaux (11 candidats à présenter) ;
- Nièvre : 8 conseillers régionaux (10 candidats à présenter) ;
- Haute-Saône : 8 conseillers régionaux (10 candidats à présenter) ;
- Saône-et-Loire : 20 conseillers régionaux (22 candidats à présenter) ;
- Yonne : 12 conseillers régionaux (14 candidats à présenter) ;
- Territoire de Belfort : 5 conseillers régionaux (7 candidats à présenter) ;

Soit un total de 100 conseillers régionaux élus (59 pour la Bourgogne et 41 pour la Franche-Comté), pour 116 candidats par liste.

## Listes officielles

### Pour une région qui vous protège (RN-LDP-PL-LAF)
Julien Odoul, conseiller régional sortant et conseiller municipal de Sens, est désigné tête de liste pour le RN le 26 janvier 2021.

### Pour la Bourgogne et la Franche-Comté (LR-DLF-MEI-LMR-UDI-SL-LC)
Gilles Platret, maire de Chalon-sur-Saône, est désigné tête de liste régionale pour Les Républicains en septembre 2020. Il forme un "ticket" avec le franc-comtois Jean-Marie Sermier, député du Jura, pressenti à la vice-présidence de la région en cas de victoire de la liste.
Début mars 2021, un possible remplacement de Platret par Sermier est évoqué, l'actuel candidat étant « trop à droite » pour certains militants et cadres locaux LR. Quelques jours plus tard, le parti réfute cette hypothèse en affirmant que le duo « Platret-Sermier est en phase ». La liste devrait s’appeler Deux provinces, une région[réf. nécessaire].
Lilian Noirot, conseiller régional sortant, est quant à lui investi pour conduire la liste Debout la France. Il ne se dit pas fermé à « discuter d’un accord dès le premier tour » avec Gilles Platret. Le 26 avril, les médias locaux relaient une information comme quoi un accord aurait été trouvé entre DLF et LR,. L'alliance est confirmée le soir même.
Cet accord suscite des critiques de la part de certains responsables bourguignons des Républicains et de l'Union des démocrates et indépendants : François Sauvadet déclare « ne pas cautionner cet accord » et Pascal Grappin, président de l'UDI en Côte d'Or, retire son soutien à la liste, de même que la présidente Annie Legrain et le secrétaire Jacques Baudhuin de la fédération LR de la Nièvre. Emmanuelle Coint décide également de se mettre en retrait, quelques heures seulement après avoir été présentée à la presse comme candidate en Côte d'Or.
Le 12 mai 2021, le Mouvement écologiste indépendant annonce soutenir Gilles Platret et sa liste.

### La Région partout et pour tous (LREM-Agir-TdP-MoDem-MR-UDI diss.)
Denis Thuriot, maire de Nevers, est officiellement investi tête de liste de la majorité présidentielle le 5 mars 2021. François Patriat en est le président du comité de soutien et Didier Paris, député de Côte-d'Or, le directeur de campagne. La liste s'appelle La Région partout et pour tous !. Cette liste accueille également des candidats issus de l'UDI et de LR. Après avoir tendu la main à Marie-Guite Dufay, la liste de Denis Thuriot se maintient pour le second tour. La Région partout et pour tous compte parmi ses têtes de listes les députés Didier Paris et Rémy Rebeyrotte ainsi que l'euro-député MoDEM Christophe Grudler et le maire Agir de Vesoul, Alain Chrétien.

### Écologistes et Solidaires (EÉLV-CÉ-GÉ)
Stéphanie Modde mène la liste d'unité regroupant plusieurs organisations écologistes : Cap écologie, Europe Écologie Les Verts et Génération écologie. Elle n'est toutefois pas opposée à une alliance avec les autres listes de gauche.

### La Bourgogne-Franche-Comté par cœur (PS-PCF-PRG)
La présidente sortante du conseil régional, Marie-Guite Dufay, se déclare candidate à sa propre succession le 23 avril 2021. Elle entend « rassembler toute la gauche dès le premier tour » et « regrette que cela ne soit pas possible notamment avec le Pôle écologiste ». Marie-Guite Dufay exclut toute alliance avec la liste de Denis Thuriot.

### Le Temps des cerises (GRS-LFI-ND-PP-GDS-E!-G.s-LRDG-PEPS)
La France insoumise a investi un binôme paritaire, composé de Séverine Véziès et Arnaud Guvenatam, afin de coordonner la campagne régionale. Le mouvement est en discussion avec le Parti communiste français et la Gauche républicaine et socialiste afin de présenter une liste commune, dont Bastien Faudot, conseiller départemental du Territoire de Belfort, pourrait prendre la tête.
Le 10 mars, la liste Le Temps des cerises, pour un printemps de la gauche et écologiste est officialisée, avec Bastien Faudot comme tête de liste. Elle est soutenue par la Gauche républicaine et socialiste, La France insoumise, Nouvelle Donne, Place publique, la Gauche démocratique et sociale, Ensemble ! et Pour une écologie populaire et sociale. Elle est rejointe dans les jours qui suivent par Génération.s et Les Radicaux de gauche.

### Lutte ouvrière: le camp des travailleurs (LO)
Claire Rocher est désignée par Lutte ouvrière comme candidate aux élections régionales de 2021 en Bourgogne-Franche-Comté.

## Têtes de liste départementales au premier tour
| Listes | Listes                                    | Côte-d'Or                    | Doubs                      | Jura                    | Nièvre                   | Haute-Saône                | Saône-et-Loire             | Yonne                                 | Territoire de Belfort      |
| ------ | ----------------------------------------- | ---------------------------- | -------------------------- | ----------------------- | ------------------------ | -------------------------- | -------------------------- | ------------------------------------- | -------------------------- |
|        | Lutte ouvrière : le camp des travailleurs | Fabienne Delorme (LO)        | Michel Treppo (LO)         | Dominique Revoy (LO)    | Geneviève Lemoine (LO)   | Cédric Fischer (LO)        | Pascal Dufraigne (LO)      | Sylvie Manigaut (LO)                  | Daniel Rouillon (LO)       |
|        | Le Temps des cerises                      | Patricia Marc (LFI)          | Séverine Véziès (LFI)      | Alexis David (LFI)      | Laurent Miermont (GRS)   | Juliette Guespin (DVG)     | Denis Lamard (GRS)         | Christophe Gentaz (E!)                | Farida Basbas (GRS)        |
|        | Écologistes et solidaires                 | Stéphanie Modde (EELV)       | Anna Maillard (EELV)       | Pascal Blain (EELV)     | Nathalie Charvy (EELV)   | Marie-Claire Thomas (EELV) | Claire Mallard (EELV)      | Mathieu Bittoun (EELV)                | Éric Oternaud (EELV)       |
|        | Notre région par cœur !                   | Michel Neugnot (PS)          | Marie-Guite Dufay (PS)     | Willy Bourgeois (PS)    | Sylvain Mathieu (PS)     | Éric Houlley (PS)          | Jérôme Durain (PS)         | Nicolas Soret (PS)                    | Muriel Ternant (PCF)       |
|        | La Région partout et pour tous !          | Didier Paris (LREM)          | Catherine Barthelet (DVC)  | Delphine Gallois (MR)   | Denis Thuriot (LREM-TdP) | Alain Chrétien (Agir)      | Rémy Rebeyrotte (LREM-TdP) | Jean-Philippe Saulnier-Arrighi (Agir) | Christophe Grudler (MoDem) |
|        | Pour la Bourgogne et la Franche-Comté     | François-Xavier Dugourd (LR) | Marie-Noëlle Biguinet (LR) | Jean-Marie Sermier (LR) | Pascal Lepetit (DLF)     | Alain Joyandet (LR)        | Gilles Platret (LR)        | Jean-Pierre Crost (LR)                | Frédéric Rousse (LR)       |
|        | Pour une région qui vous protège          | Dominique Bourgois (RN)      | Géraldine Grangier (RN)    | Valérie Graby (RN)      | Julien Guibert (RN)      | Thomas Laval (RN)          | Olivier Damien (LAF)       | Julien Odoul (RN)                     | Christophe Soustelle (RN)  |

## Sondages

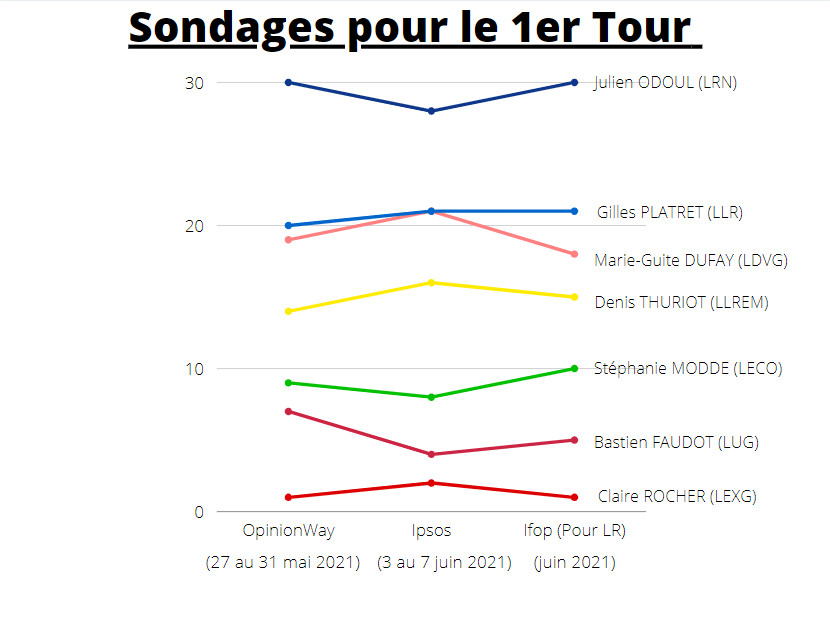

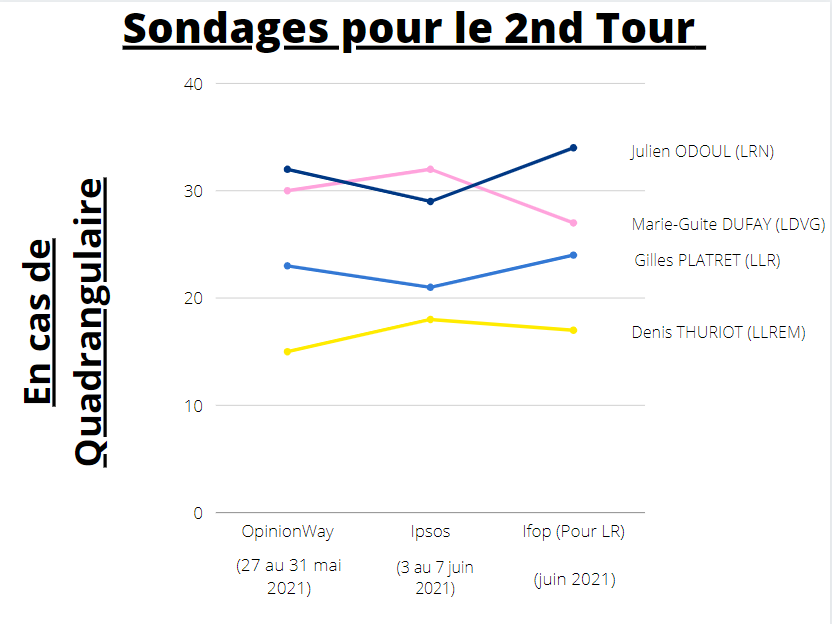

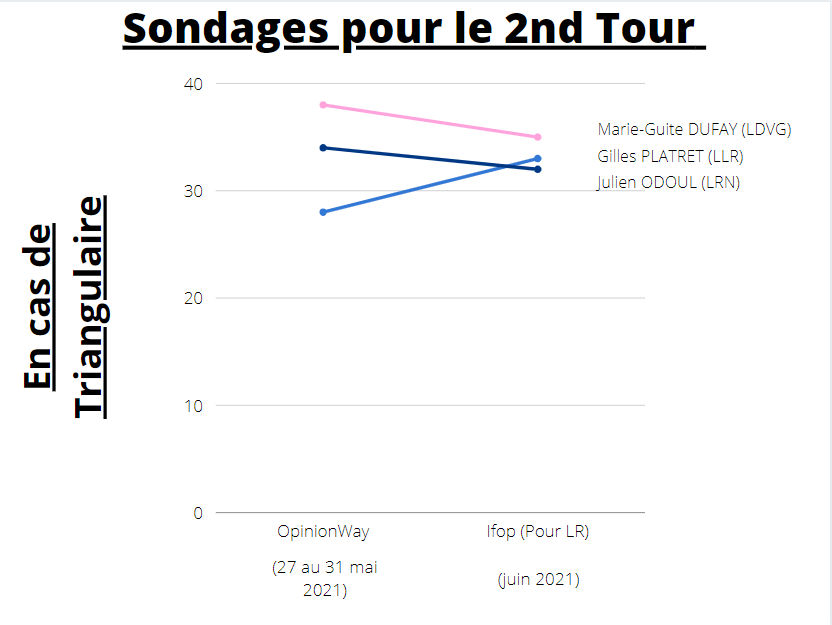

### Premier tour
| Sondeur        | Date              | Panel | LO     | GRS-LFI | EÉLV  | PS-PCF | LREM    | LR-UDI-DLF | RN    |
| Sondeur        | Date              | Panel | Rocher | Faudot  | Modde | Dufay  | Thuriot | Platret    | Odoul |
| -------------- | ----------------- | ----- | ------ | ------- | ----- | ------ | ------- | ---------- | ----- |
| Sondeur        | Date              | Panel |        |         |       |        |         |            |       |
| Ifop (pour LR) | juin 2021         | 994   | 1      | 5       | 10    | 18     | 15      | 21         | 30    |
| Ipsos          | 3 au 7 juin 2021  | 1 000 | 2      | 4       | 8     | 21     | 16      | 21         | 28    |
| OpinionWay     | 27 au 31 mai 2021 | 1 112 | 1      | 7       | 9     | 19     | 14      | 20         | 30    |

En gras sur fond coloré, la liste arrivée en tête ; en gras, les listes pouvant se qualifier pour le second tour.

### Second tour
| Sondeur        | Date              | Panel | PS-PCF-EELV | LREM    | LR-UDI-DLF | RN    |
| Sondeur        | Date              | Panel | Dufay       | Thuriot | Platret    | Odoul |
| -------------- | ----------------- | ----- | ----------- | ------- | ---------- | ----- |
| Sondeur        | Date              | Panel |             |         |            |       |
| Ifop (pour LR) | juin 2021         | 994   | 27          | 17      | 24         | 32    |
| Ifop (pour LR) | juin 2021         | 994   | 35          | —       | 33         | 32    |
| Ipsos          | 3 au 7 juin 2021  | 1 000 | 32          | 18      | 21         | 29    |
| OpinionWay     | 27 au 31 mai 2021 | 1 112 | 30          | 15      | 23         | 32    |
| OpinionWay     | 27 au 31 mai 2021 | 1 112 | 38          | —       | 28         | 34    |

## Résultats

### Général

#### Tableau
|                          |                          |                                           |              |              |             |               |        |               |  |  |  |  |  |  |
| Tête de liste            | Tête de liste            | Liste                                     | Premier tour | Premier tour | Second tour | Second tour   | Sièges | +/-           |  |  |  |  |  |  |
| Tête de liste            | Tête de liste            | Liste                                     | Voix         | %            | Voix        | %             | Sièges | +/-           |  |  |  |  |  |  |
|                          | Marie-Guite Dufay        | PS-PRG-PCF                                | 173 393      | 26,52        | 289 925     | 42,20         | 57     | 6             |  |  |  |  |  |  |
|                          | Stéphanie Modde          | EELV-CE-GE                                | 67 618       | 10,34        | 289 925     | 42,20         | 57     | 6             |  |  |  |  |  |  |
|                          | Gilles Platret           | LR-UDI-SL-LC-LMR-DLF-MEI                  | 137 596      | 21,04        | 166 448     | 24,23         | 18     | 7             |  |  |  |  |  |  |
|                          | Julien Odoul             | RN-LDP-PL-LAF                             | 151 626      | 23,19        | 163 364     | 23,78         | 18     | 6             |  |  |  |  |  |  |
|                          | Denis Thuriot            | LREM-Agir-TdP-MoDem-MR-UDI diss.-LR diss. | 76 457       | 11,69        | 67 220      | 9,79          | 7      | 7             |  |  |  |  |  |  |
|                          | Bastien Faudot           | GRS-LFI-ND-PP-GDS-E!-G.s-LRDG-PEPS        | 29 423       | 4,50         |             |               | 0      | en stagnation |  |  |  |  |  |  |
|                          | Claire Rocher            | LO                                        | 17 828       | 2,73         | 0           | en stagnation |        |               |  |  |  |  |  |  |
|                          |                          |                                           |              |              |             |               |        |               |  |  |  |  |  |  |
| Suffrages exprimés       | Suffrages exprimés       | Suffrages exprimés                        | 653 941      | 95,33        | 686 957     | 95,58         |        |               |  |  |  |  |  |  |
| Votes blancs             | Votes blancs             | Votes blancs                              | 21 144       | 3,08         | 19 988      | 2,78          |        |               |  |  |  |  |  |  |
| Votes nuls               | Votes nuls               | Votes nuls                                | 10 920       | 1,59         | 11 802      | 1,64          |        |               |  |  |  |  |  |  |
| Total                    | Total                    | Total                                     | 686 005      | 100          | 718 747     | 100           | 100    | en stagnation |  |  |  |  |  |  |
| Abstentions              | Abstentions              | Abstentions                               | 1 281 054    | 65,13        | 1 248 377   | 63,46         |        |               |  |  |  |  |  |  |
| Inscrits / Participation | Inscrits / Participation | Inscrits / Participation                  | 1 967 059    | 34,87        | 1 967 124   | 36,54         |        |               |  |  |  |  |  |  |

#### Graphique et carte

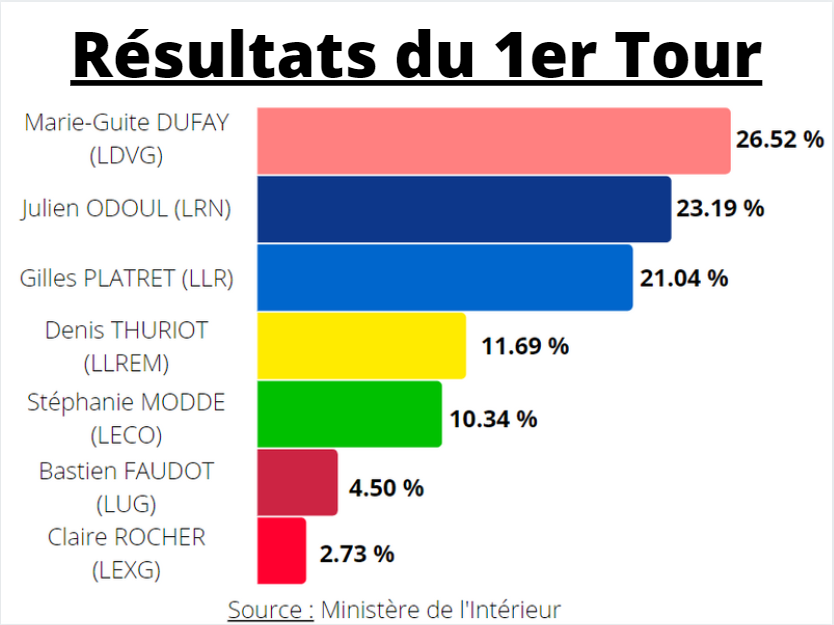
Résultat du 1er tour
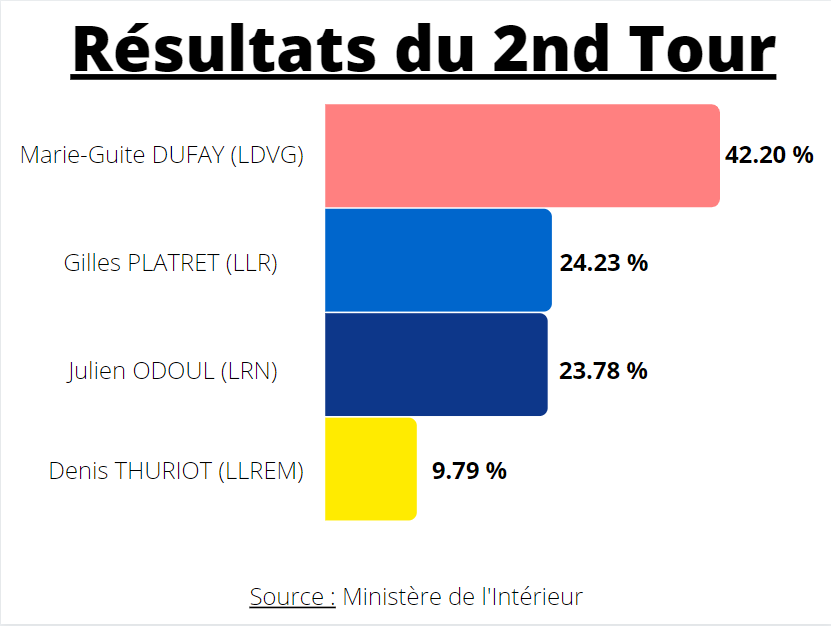
Résultat du 2e tour

| Liste | Liste                            | Nombre de communes en tête |
| ----- | -------------------------------- | -------------------------- |
|       | Liste du Parti socialiste        | 2297                       |
|       | Liste des Républicains           | 733                        |
|       | Liste du Rassemblement national  | 638                        |
|       | Liste de La République en marche | 34                         |

### Par département

#### Côte d'Or
| Tête de liste            | Tête de liste            | Liste                                     | Premier tour | Premier tour | Second tour | Second tour   | Sièges | +/-           |
| Tête de liste            | Tête de liste            | Liste                                     | Voix         | %            | Voix        | %             | Sièges | +/-           |
| ------------------------ | ------------------------ | ----------------------------------------- | ------------ | ------------ | ----------- | ------------- | ------ | ------------- |
|                          | Michel Neugnot           | PS-PRG-PCF                                | 30 658       | 24,68        | 53 907      | 41,94         | 11     | 2             |
|                          | Stéphanie Modde          | EELV-CE-GE                                | 14 749       | 11,87        | 53 907      | 41,94         | 11     | 2             |
|                          | François-Xavier Dugourd  | LR-UDI-SL-LC-LMR-DLF                      | 26 607       | 21,42        | 32 402      | 25,21         | 4      | 2             |
|                          | Dominique Bourgois       | RN-LDP-PL-LAF                             | 27 354       | 22,02        | 28 476      | 22,15         | 3      | 1             |
|                          | Didier Paris             | LREM-Agir-TdP-MoDem-MR-UDI diss.-LR diss. | 16 052       | 12,92        | 13 758      | 10,70         | 2      | 2             |
|                          | Patricia Marc            | GRS-LFI-ND-PP-GDS-E!-G.s-LRDG-PEPS        | 5 753        | 4,63         |             |               | 0      | en stagnation |
|                          | Fabienne Delorme         | LO                                        | 3 064        | 2,47         | 0           | en stagnation |        |               |
|                          |                          |                                           |              |              |             |               |        |               |
| Suffrages exprimés       | Suffrages exprimés       | Suffrages exprimés                        | 124 236      | 96,13        | 128 543     | 96,53         |        |               |
| Votes blancs             | Votes blancs             | Votes blancs                              | 3 538        | 2,74         | 3 291       | 2,47          |        |               |
| Votes nuls               | Votes nuls               | Votes nuls                                | 1 467        | 1,14         | 1 326       | 1,00          |        |               |
| Total                    | Total                    | Total                                     | 129 241      | 100          | 133 160     | 100           | 20     | 1             |
| Abstentions              | Abstentions              | Abstentions                               | 229 066      | 63,93        | 225 171     | 62,84         |        |               |
| Inscrits / Participation | Inscrits / Participation | Inscrits / Participation                  | 358 307      | 36,07        | 358 331     | 37,16         |        |               |

| Liste | Liste                            | Nombre de communes en tête |
| ----- | -------------------------------- | -------------------------- |
|       | Liste du Parti socialiste        | 379                        |
|       | Liste des Républicains           | 189                        |
|       | Liste du Rassemblement national  | 124                        |
|       | Liste de La République en marche | 6                          |

#### Doubs
| Tête de liste            | Tête de liste            | Liste                                     | Premier tour | Premier tour | Second tour | Second tour   | Sièges | +/-           |
| Tête de liste            | Tête de liste            | Liste                                     | Voix         | %            | Voix        | %             | Sièges | +/-           |
| ------------------------ | ------------------------ | ----------------------------------------- | ------------ | ------------ | ----------- | ------------- | ------ | ------------- |
|                          | Marie-Guite Dufay        | PS-PRG-PCF                                | 38 052       | 32,17        | 58 160      | 46,92         | 11     | en stagnation |
|                          | Anna Maillard            | EELV-CE-GE                                | 12 012       | 10,15        | 58 160      | 46,92         | 11     | en stagnation |
|                          | Géraldine Grangier       | RN-LDP-PL-LAF                             | 26 585       | 22,47        | 28 921      | 23,33         | 4      | en stagnation |
|                          | Marie-Noël Biguinet      | LR-UDI-SL-LC-LMR-DLF                      | 22 783       | 19,26        | 27 740      | 22,38         | 3      | 2             |
|                          | Catherine Barthelet      | LREM-Agir-TdP-MoDem-MR-UDI diss.-LR diss. | 10 850       | 9,17         | 9 126       | 7,36          | 1      | 1             |
|                          | Sandrine Véziès          | GRS-LFI-ND-PP-GDS-E!-G.s-LRDG-PEPS        | 5 362        | 4,53         |             |               | 0      | en stagnation |
|                          | Michel Treppo            | LO                                        | 2 646        | 2,24         | 0           | en stagnation |        |               |
|                          |                          |                                           |              |              |             |               |        |               |
| Suffrages exprimés       | Suffrages exprimés       | Suffrages exprimés                        | 118 290      | 95,75        | 123 947     | 95,37         |        |               |
| Votes blancs             | Votes blancs             | Votes blancs                              | 3 245        | 2,63         | 3 099       | 2,38          |        |               |
| Votes nuls               | Votes nuls               | Votes nuls                                | 2 008        | 1,63         | 2 922       | 2,25          |        |               |
| Total                    | Total                    | Total                                     | 123 543      | 100          | 129 968     | 100           | 19     | 1             |
| Abstentions              | Abstentions              | Abstentions                               | 239 154      | 65,94        | 232 678     | 64,16         |        |               |
| Inscrits / Participation | Inscrits / Participation | Inscrits / Participation                  | 362 697      | 34,06        | 362 646     | 35,84         |        |               |

| Liste | Liste                           | Nombre de communes en tête |
| ----- | ------------------------------- | -------------------------- |
|       | Liste du Parti socialiste       | 397                        |
|       | Liste des Républicains          | 98                         |
|       | Liste du Rassemblement national | 78                         |

#### Jura
| Tête de liste            | Tête de liste            | Liste                                     | Premier tour | Premier tour | Second tour | Second tour   | Sièges | +/-           |
| Tête de liste            | Tête de liste            | Liste                                     | Voix         | %            | Voix        | %             | Sièges | +/-           |
| ------------------------ | ------------------------ | ----------------------------------------- | ------------ | ------------ | ----------- | ------------- | ------ | ------------- |
|                          | Willy Bourgeois          | PS-PRG-PCF                                | 18 473       | 29,25        | 30 266      | 45,56         | 6      | 1             |
|                          | Pascal Blain             | EELV-CE-GE                                | 7 575        | 11,99        | 30 266      | 45,56         | 6      | 1             |
|                          | Jean-Marie Sermier       | LR-UDI-SL-LC-LMR-DLF                      | 13 928       | 22,05        | 16 892      | 25,43         | 2      | en stagnation |
|                          | Valérie Graby            | RN-LDP-PL-LAF                             | 12 985       | 20,56        | 14 440      | 21,74         | 1      | 1             |
|                          | Delphine Gallois         | MR-LREM-Agir-TdP-MoDem-UDI diss.-LR diss. | 5 480        | 8,68         | 4 831       | 7,27          | 0      | en stagnation |
|                          | Alexis David             | GRS-LFI-ND-PP-GDS-E!-G.s-LRSG-PEPS        | 2 936        | 4,65         |             |               | 0      | en stagnation |
|                          | Dominique Revoy          | LO                                        | 1 776        | 2,81         | 0           | en stagnation |        |               |
|                          |                          |                                           |              |              |             |               |        |               |
| Suffrages exprimés       | Suffrages exprimés       | Suffrages exprimés                        | 63 153       | 94,99        | 66 429      | 95,44         |        |               |
| Votes blancs             | Votes blancs             | Votes blancs                              | 2 391        | 3,60         | 2 153       | 3,09          |        |               |
| Votes nuls               | Votes nuls               | Votes nuls                                | 941          | 1,42         | 1 024       | 1,47          |        |               |
| Total                    | Total                    | Total                                     | 66 485       | 100          | 69 606      | 100           | 9      | en stagnation |
| Abstentions              | Abstentions              | Abstentions                               | 120 613      | 64,47        | 117 520     | 62,80         |        |               |
| Inscrits / Participation | Inscrits / Participation | Inscrits / Participation                  | 187 098      | 35,53        | 187 126     | 37,20         |        |               |

| Liste | Liste                           | Nombre de communes en tête |
| ----- | ------------------------------- | -------------------------- |
|       | Liste du Parti socialiste       | 375                        |
|       | Liste des Républicains          | 80                         |
|       | Liste du Rassemblement national | 39                         |

#### Nièvre
| Tête de liste            | Tête de liste            | Liste                                     | Premier tour | Premier tour | Second tour | Second tour   | Sièges | +/-           |
| Tête de liste            | Tête de liste            | Liste                                     | Voix         | %            | Voix        | %             | Sièges | +/-           |
| ------------------------ | ------------------------ | ----------------------------------------- | ------------ | ------------ | ----------- | ------------- | ------ | ------------- |
|                          | Sylvain Mathieu          | PS-PRG-PCF                                | 11 588       | 23,20        | 21 850      | 40,38         | 4      | en stagnation |
|                          | Nathalie Charvy          | EELV-CE-GE                                | 4 953        | 9,92         | 21 850      | 40,38         | 4      | en stagnation |
|                          | Julien Guibert           | RN-LDP-PL-LAF                             | 11 500       | 23,03        | 13 132      | 24,27         | 1      | 1             |
|                          | Denis Thuriot            | LREM-Agir-TdP-MoDem-MR-UDI diss.-LR diss. | 12 687       | 25,40        | 12 220      | 22,58         | 2      | 2             |
|                          | Pascal Lepetit           | DLF-LR-UDI-SL-LC-LMR                      | 5 183        | 10,38        | 6 912       | 12,77         | 0      | 1             |
|                          | Laurent Miermont         | GRS-LFI-ND-PP-GDS-E!-G.s-LRDG-PEPS        | 2 197        | 4,40         |             |               | 0      | en stagnation |
|                          | Geneviève Lemoine        | LO                                        | 1 835        | 3,67         | 0           | en stagnation |        |               |
|                          |                          |                                           |              |              |             |               |        |               |
| Suffrages exprimés       | Suffrages exprimés       | Suffrages exprimés                        | 49 943       | 94,98        | 54 114      | 95,01         |        |               |
| Votes blancs             | Votes blancs             | Votes blancs                              | 1 840        | 3,50         | 1 908       | 3,35          |        |               |
| Votes nuls               | Votes nuls               | Votes nuls                                | 799          | 1,52         | 937         | 1,65          |        |               |
| Total                    | Total                    | Total                                     | 52 582       | 100          | 56 959      | 100           | 7      | en stagnation |
| Abstentions              | Abstentions              | Abstentions                               | 101 897      | 65,96        | 97 570      | 63,14         |        |               |
| Inscrits / Participation | Inscrits / Participation | Inscrits / Participation                  | 154 479      | 34,04        | 154 529     | 36,86         |        |               |

| Liste | Liste                            | Nombre de communes en tête |
| ----- | -------------------------------- | -------------------------- |
|       | Liste du Parti socialiste        | 221                        |
|       | Liste du Rassemblement national  | 46                         |
|       | Liste de La République en marche | 24                         |
|       | Liste des Républicains           | 18                         |

#### Haute-Saône
| Tête de liste            | Tête de liste            | Liste                                          | Premier tour | Premier tour | Second tour | Second tour   | Sièges | +/-           |
| Tête de liste            | Tête de liste            | Liste                                          | Voix         | %            | Voix        | %             | Sièges | +/-           |
| ------------------------ | ------------------------ | ---------------------------------------------- | ------------ | ------------ | ----------- | ------------- | ------ | ------------- |
|                          | Éric Houlley             | PS-PRG-PCF                                     | 19 428       | 29,10        | 29 149      | 41,05         | 6      | 1             |
|                          | Marie-Claire Thomas      | EELV-CE-GE                                     | 5 240        | 7,85         | 29 149      | 41,05         | 6      | 1             |
|                          | Thomas Laval             | RN-LDP-PL-LAF                                  | 18 011       | 26,98        | 20 323      | 28,62         | 2      | 1             |
|                          | Alain Joyandet           | LR-UDI-SL-LC-LMR-DLF                           | 13 226       | 19,81        | 15 427      | 21,73         | 2      | en stagnation |
|                          | Alain Chrétien           | Agir-LREM-Agir-TdP-MoDem-MR-UDI diss.-LR diss. | 6 535        | 9,79         | 6 104       | 8,6           | 0      | en stagnation |
|                          | Juliette Guespin         | GRS-LFI-ND-PP-GDS-E!-G.s-LRDG-PEPS             | 2 308        | 3,46         |             |               | 0      | en stagnation |
|                          | Cédric Fischer           | LO                                             | 2 021        | 3,03         | 0           | en stagnation |        |               |
|                          |                          |                                                |              |              |             |               |        |               |
| Suffrages exprimés       | Suffrages exprimés       | Suffrages exprimés                             | 66 769       | 94,10        | 71 003      | 94,11         |        |               |
| Votes blancs             | Votes blancs             | Votes blancs                                   | 2 515        | 3,54         | 2 407       | 3,19          |        |               |
| Votes nuls               | Votes nuls               | Votes nuls                                     | 1 673        | 2,36         | 2 034       | 2,70          |        |               |
| Total                    | Total                    | Total                                          | 70 957       | 100          | 75 444      | 100           | 10     | en stagnation |
| Abstentions              | Abstentions              | Abstentions                                    | 105 728      | 59,84        | 101 255     | 57,30         |        |               |
| Inscrits / Participation | Inscrits / Participation | Inscrits / Participation                       | 176 685      | 40,16        | 176 699     | 42,70         |        |               |

| Liste | Liste                            | Nombre de communes en tête |
| ----- | -------------------------------- | -------------------------- |
|       | Liste du Parti socialiste        | 306                        |
|       | Liste du Rassemblement national  | 143                        |
|       | Liste des Républicains           | 87                         |
|       | Liste de La République en marche | 3                          |

#### Saône-et-Loire

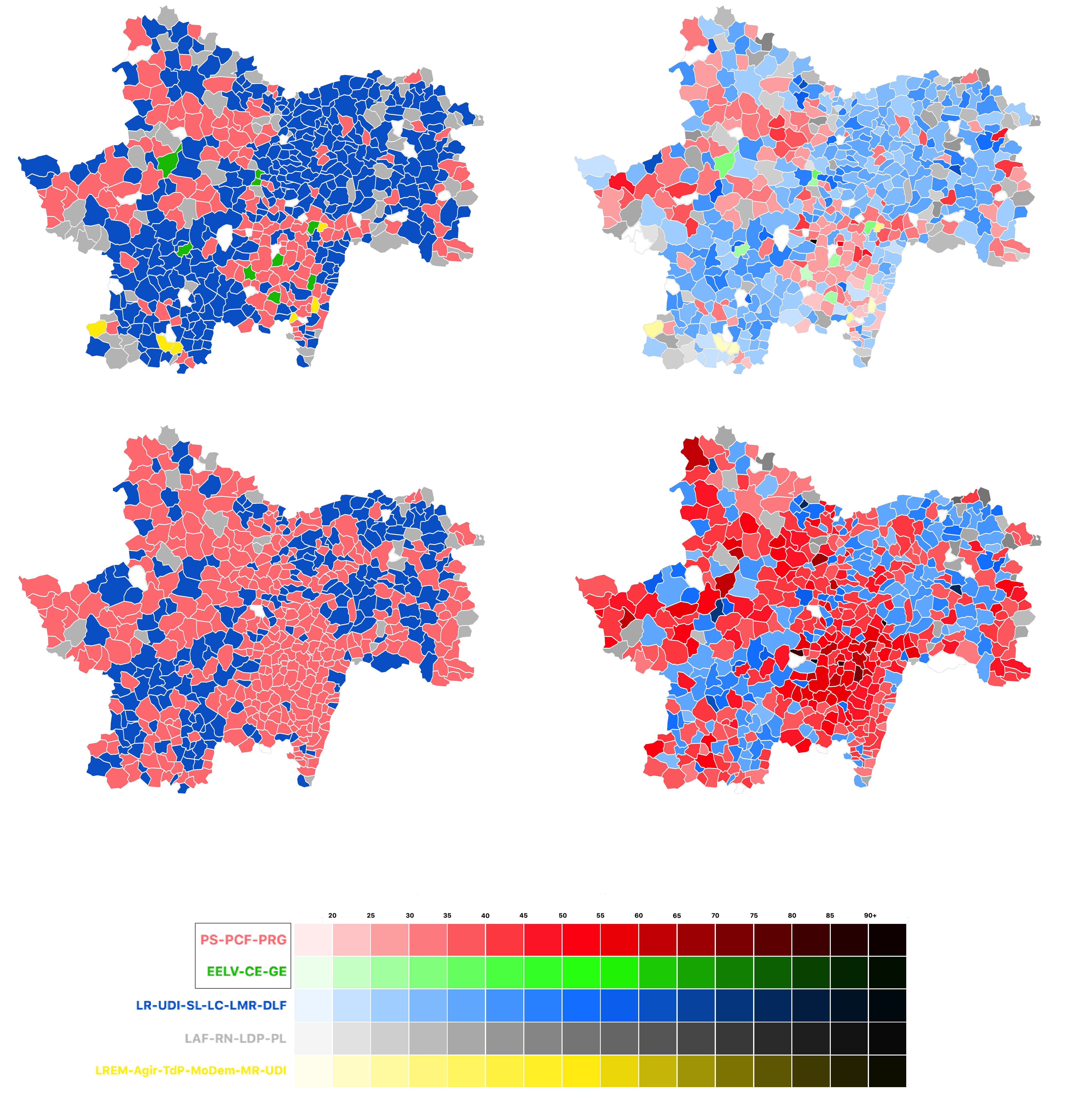
Élections régionales de 2021 en Bourgogne-Franche-Comté (Saône-et-Loire)

| Tête de liste            | Tête de liste            | Liste                                     | Premier tour | Premier tour | Second tour | Second tour   | Sièges | +/-           |
| Tête de liste            | Tête de liste            | Liste                                     | Voix         | %            | Voix        | %             | Sièges | +/-           |
| ------------------------ | ------------------------ | ----------------------------------------- | ------------ | ------------ | ----------- | ------------- | ------ | ------------- |
|                          | Jérôme Durain            | PS-PRG-PCF                                | 30 359       | 24,42        | 51 846      | 39,82         | 10     | en stagnation |
|                          | Claire Mallard           | EELV-CE-GE                                | 11 792       | 9,49         | 51 846      | 39,82         | 10     | en stagnation |
|                          | Gilles Platret           | LR-UDI-SL-LC-LMR-DLF                      | 35 655       | 28,68        | 41 755      | 32,07         | 5      | en stagnation |
|                          | Olivier Damien           | LAF-RN-LDP-PL                             | 24 672       | 19,85        | 25 327      | 19,45         | 3      | 2             |
|                          | Rémy Rebeyrotte          | LREM-Agir-TdP-MoDem-MR-UDI diss.-LR diss. | 13 579       | 10,92        | 11 264      | 8,65          | 1      | 1             |
|                          | Denis Lamard             | GRS-LFI-ND-PP-GDS-E!-G.s-LRDG-PEPS        | 5 136        | 4,13         |             |               | 0      | en stagnation |
|                          | Pascal Dufraigne         | LO                                        | 3 107        | 2,50         | 0           | en stagnation |        |               |
|                          |                          |                                           |              |              |             |               |        |               |
| Suffrages exprimés       | Suffrages exprimés       | Suffrages exprimés                        | 124 302      | 95,59        | 130 192     | 96,29         |        |               |
| Votes blancs             | Votes blancs             | Votes blancs                              | 3 822        | 2,94         | 3 332       | 2,46          |        |               |
| Votes nuls               | Votes nuls               | Votes nuls                                | 1 914        | 1,47         | 1 680       | 1,24          |        |               |
| Total                    | Total                    | Total                                     | 130 038      | 100          | 135 204     | 100           | 19     | 1             |
| Abstentions              | Abstentions              | Abstentions                               | 269 166      | 67,43        | 264 001     | 66,13         |        |               |
| Inscrits / Participation | Inscrits / Participation | Inscrits / Participation                  | 399 204      | 32,57        | 399 205     | 33,87         |        |               |

| Liste | Liste                           | Nombre de communes en tête |               |
| ----- | ------------------------------- | -------------------------- | ------------- |
|       | Liste du Parti socialiste       | 306                        |               |
|       | Liste du Rassemblement national | 143                        |               |
|       | Liste des Républicains          | Tête de liste              | Tête de liste |

#### Yonne
| Tête de liste            | Tête de liste                  | Liste                                     | Premier tour | Premier tour | Second tour | Second tour   | Sièges | +/-           |
| Tête de liste            | Tête de liste                  | Liste                                     | Voix         | %            | Voix        | %             | Sièges | +/-           |
| ------------------------ | ------------------------------ | ----------------------------------------- | ------------ | ------------ | ----------- | ------------- | ------ | ------------- |
|                          | Nicolas Soret                  | PS-PRG-PCF                                | 17 789       | 22,78        | 31 191      | 38,31         | 6      | en stagnation |
|                          | Mathieu Bittoun                | EELV-CE-GE                                | 7 927        | 10,15        | 31 191      | 38,31         | 6      | en stagnation |
|                          | Julien Odoul                   | LAF-RN-LDP-PL                             | 23 538       | 30,15        | 25 245      | 31,01         | 3      | en stagnation |
|                          | Jean-Pierre Crost              | LR-UDI-SL-LC-LMR-DLF                      | 14 443       | 18,50        | 17 795      | 21,86         | 2      | 2             |
|                          | Jean-Philippe Saulnier-Arrighi | LREM-Agir-TdP-MoDem-MR-UDI diss.-LR diss. | 8 319        | 10,66        | 7 177       | 8,82          | 1      | 1             |
|                          | Christophe Gentaz              | GRS-LFI-ND-PP-GDS-E!-G.s-LRDG-PEPS        | 3 650        | 4,67         |             |               | 0      | en stagnation |
|                          | Sylvie Manigaut                | LO                                        | 2 410        | 3,09         | 0           | en stagnation |        |               |
|                          |                                |                                           |              |              |             |               |        |               |
| Suffrages exprimés       | Suffrages exprimés             | Suffrages exprimés                        | 78 076       | 94,87        | 81 408      | 95,51         |        |               |
| Votes blancs             | Votes blancs                   | Votes blancs                              | 2 816        | 3,42         | 2 610       | 3,06          |        |               |
| Votes nuls               | Votes nuls                     | Votes nuls                                | 1 405        | 1,71         | 1 219       | 1,43          |        |               |
| Total                    | Total                          | Total                                     | 82 297       | 100          | 85 237      | 100           | 12     | 1             |
| Abstentions              | Abstentions                    | Abstentions                               | 153 390      | 65,08        | 150 461     | 63,84         |        |               |
| Inscrits / Participation | Inscrits / Participation       | Inscrits / Participation                  | 235 687      | 34,92        | 235 698     | 36,16         |        |               |

| Liste | Liste                            | Nombre de communes en tête |
| ----- | -------------------------------- | -------------------------- |
|       | Liste du Parti socialiste        | 211                        |
|       | Liste du Rassemblement national  | 165                        |
|       | Liste des Républicains           | 46                         |
|       | Liste de La République en marche | 1                          |

#### Territoire de Belfort
| Tête de liste            | Tête de liste            | Liste                                     | Premier tour | Premier tour | Second tour | Second tour   | Sièges | +/-           |
| Tête de liste            | Tête de liste            | Liste                                     | Voix         | %            | Voix        | %             | Sièges | +/-           |
| ------------------------ | ------------------------ | ----------------------------------------- | ------------ | ------------ | ----------- | ------------- | ------ | ------------- |
|                          | Muriel Ternant           | PCF-PS-PRG                                | 7 046        | 24,15        | 13 556      | 43,28         | 3      | 1             |
|                          | Éric Otternaud           | EELV-CE-GE                                | 3 370        | 11,55        | 13 556      | 43,28         | 3      | 1             |
|                          | Frédéric Rousse          | LR-UDI-SL-LC-LMR-DLF                      | 5 771        | 19,78        | 7 525       | 24,03         | 0      | 1             |
|                          | Christophe Soustelle     | RN-LDP-PL-LAF                             | 6 981        | 23,93        | 7 500       | 23,95         | 1      | en stagnation |
|                          | Christophe Grudler       | MoDem-LREM-Agir-TdP-MR-UDI diss.-LR diss. | 2 955        | 10,13        | 2 740       | 8,75          | 0      | en stagnation |
|                          | Farida Basbas            | GRS-LFI-ND-PP-GDS-E!-G.s-LRDG-PEPS        | 2 081        | 7,13         |             |               | 0      | en stagnation |
|                          | Daniel Rouillon          | LO                                        | 969          | 3,32         | 0           | en stagnation |        |               |
|                          |                          |                                           |              |              |             |               |        |               |
| Suffrages exprimés       | Suffrages exprimés       | Suffrages exprimés                        | 29 173       | 94,53        | 31 321      | 94,43         |        |               |
| Votes blancs             | Votes blancs             | Votes blancs                              | 1 126        | 3,65         | 1 188       | 3,58          |        |               |
| Votes nuls               | Votes nuls               | Votes nuls                                | 563          | 1,82         | 660         | 1,99          |        |               |
| Total                    | Total                    | Total                                     | 30 862       | 100          | 33 169      | 100           | 4      | en stagnation |
| Abstentions              | Abstentions              | Abstentions                               | 62 013       | 66,77        | 59 721      | 64,29         |        |               |
| Inscrits / Participation | Inscrits / Participation | Inscrits / Participation                  | 92 875       | 33,23        | 92 890      | 35,71         |        |               |

| Liste | Liste                           | Nombre de communes en tête |
| ----- | ------------------------------- | -------------------------- |
|       | Liste du Parti socialiste       | 78                         |
|       | Liste du Rassemblement national | 15                         |
|       | Liste des Républicains          | 8                          |

### Répartition des sièges
| Liste                                 | Parti | Parti | Côte-d'Or | Doubs | Jura | Nièvre | Haute-Saône | Saône-et-Loire | Yonne | Terr. de Belfort | Total |
| ------------------------------------- | ----- | ----- | --------- | ----- | ---- | ------ | ----------- | -------------- | ----- | ---------------- | ----- |
| Notre région par cœur                 |       | PS    | 6         | 5     | 3    | 2      | 4           | 5              | 3     |                  | 28    |
| Notre région par cœur                 |       | PCF   | 1         | 1     | 1    | 1      | 1           | 1              | 1     | 1                | 8     |
| Notre région par cœur                 |       | EELV  | 1         | 1     | 1    |        | 1           | 1              |       | 1                | 6     |
| Notre région par cœur                 |       | PRG   | 1         | 1     |      |        |             | 1              | 1     |                  | 4     |
| Notre région par cœur                 |       | CE    |           | 1     |      |        |             |                |       |                  | 1     |
| Notre région par cœur                 |       | GE    | 1         |       |      |        |             |                |       |                  | 1     |
| Notre région par cœur                 |       | DVG   | 1         | 2     | 1    | 1      |             | 2              | 1     | 1                | 9     |
| La Région partout et pour tous        |       | LREM  | 1         |       |      | 1      |             | 1              |       |                  | 3     |
| La Région partout et pour tous        |       | TdP   |           |       |      | 1      |             |                |       |                  | 1     |
| La Région partout et pour tous        |       | Agir  |           |       |      |        |             |                | 1     |                  | 1     |
| La Région partout et pour tous        |       | DVC   | 1         | 1     |      |        |             |                |       |                  | 2     |
| Pour la Bourgogne et la Franche-Comté |       | LR    | 2         | 2     | 2    |        | 2           | 3              | 2     |                  | 13    |
| Pour la Bourgogne et la Franche-Comté |       | DLF   | 1         |       |      |        |             | 1              |       |                  | 2     |
| Pour la Bourgogne et la Franche-Comté |       | MEI   |           |       |      |        |             | 1              |       |                  | 1     |
| Pour la Bourgogne et la Franche-Comté |       | DVD   | 1         | 1     |      |        |             |                |       |                  | 2     |
| Pour une région qui vous protège      |       | RN    | 3         | 4     | 1    | 1      | 2           | 2              | 2     | 1                | 16    |
| Pour une région qui vous protège      |       | LAF   |           |       |      |        |             | 1              | 1     |                  | 2     |

## Suites
Afin d'éviter une trop grande proximité avec les deux tours de l'élection présidentielle et des législatives d'avril et juin 2027, le mandat des conseillers élus en 2021 est exceptionnellement prolongé à six ans et neuf mois. Les prochaines élections ont par conséquent lieu en 2028 au lieu de 2027.